# Varatuomari
Varatuomari (en abrégé VT; en suédois : vicehäradshövding, en abrégé VH; en français : Juge suppléant, vice-juge, ou  juge de réserve) est un titre juridique finlandais qualifiant un avocat possédant un maîtrise en droit qui a effectué une formation juridique pratique dans une chambre et est préparé pour comparaître devant un tribunal.

## Présentation
Le titre est apparu dans la première moitié du XVIIIe siècle en Finlande et en Suède.
Le titre est délivré par le Conseil de la formation judiciaire, après l'obtention d'une maîtrise en droit et une période de formation judiciaire pratique d'un an en tant que juge de district stagiaire.
Le premier stage a lieu dans un tribunal de district (en) et le second dans un tribunal de district, une cour d'appel ou un tribunal administratif. 
Le Conseil gère aussi la procédure de candidature centralisée pour les stages judiciaires et sélectionne et nomme des stagiaires auprès des tribunaux de district, des tribunaux administratifs et des cours d'appel, et accorde aux candidats qui terminent avec succès le stage judiciaire le droit d'utiliser la qualification de «formation judiciaire».
Le titre de varatuomari n'est pas exigé formellement pour les fonctions juridiques du secteur public, mais il reste une exigence de facto lors de la candidature aux postes de juge ou de procureur par exemple.
En outre, il est reconnu comme une qualification pertinente pour les nominations à des postes d'officier supérieur de police.